# Diócesis de Manga
La diócesis de Manga (en latín: Dioecesis Mangana y en francés: Diocèse de Manga) es una circunscripción eclesiástica de la Iglesia católica en Burkina Faso. Se trata de una diócesis latina, sufragánea de la arquidiócesis de Uagadugú. Desde el 16 de junio de 2022 su obispo es Léopold Médard Ouédraogo.

## Territorio y organización
La diócesis tiene 9870 km² y extiende su jurisdicción sobre los fieles católicos de rito latino residentes en las provincias de: Bazéga, Zoundwéogo y Nahouri, de la región Centro-Sur.
La sede de la diócesis se encuentra en la ciudad de Manga, en donde se halla la Catedral de Nuestra Señora de la Asunción.
En 2021 en la diócesis existían 7 parroquias.

## Historia
La diócesis fue erigida el 2 de enero de 1997 mediante la bula De cunctis Ecclesiis solliciti del papa Juan Pablo II, obteniendo el territorio de la diócesis de Koupéla (hoy arquidiócesis de Koupéla) y de la arquidiócesis de Uagadugú.

## Estadísticas
Según el Anuario Pontificio 2022 la diócesis tenía a fines de 2021 un total de 168 088 fieles bautizados.
| Año                                                                             | Población            | Población | Población      | Sacerdotes | Sacerdotes    | Sacerdotes    | Bautizados por sacerdote | Diáconos permanentes | Religiosos | Religiosos | Parroquias |
| Año                                                                             | Bautizados católicos | Total     | % de católicos | Total      | Clero secular | Clero regular | Bautizados por sacerdote | Diáconos permanentes | Varones    | Mujeres    | Parroquias |
| ------------------------------------------------------------------------------- | -------------------- | --------- | -------------- | ---------- | ------------- | ------------- | ------------------------ | -------------------- | ---------- | ---------- | ---------- |
| 1999                                                                            | 58 611               | 473 553   | 12.4           | 13         | 13            |               | 4508                     |                      |            | 13         | 4          |
| 2000                                                                            | 62 546               | 478 670   | 13.1           | 13         | 13            |               | 4811                     |                      |            | 15         | 4          |
| 2001                                                                            | 68 328               | 487 181   | 14.0           | 16         | 14            | 2             | 4270                     |                      | 3          | 15         | 5          |
| 2002                                                                            | 73 270               | 466 161   | 15.7           | 15         | 13            | 2             | 4884                     |                      | 3          | 17         | 5          |
| 2003                                                                            | 75 677               | 496 687   | 15.2           | 14         | 13            | 1             | 5405                     |                      | 1          | 16         | 5          |
| 2004                                                                            | 79 387               | 511 471   | 15.5           | 15         | 15            |               | 5292                     |                      |            | 15         | 5          |
| 2013                                                                            | 123 224              | 627 815   | 19.6           | 20         | 20            |               | 6161                     |                      | 10         | 21         | 6          |
| 2016                                                                            | 140 115              | 658 582   | 21.3           | 20         | 20            |               | 7005                     |                      | 6          | 20         | 7          |
| 2019                                                                            | 157 067              | 727 500   | 21.6           | 22         | 22            |               | 7139                     |                      | 3          | 20         | 7          |
| 2021                                                                            | 168 088              | 801 868   | 21.0           | 22         | 22            |               | 7640                     |                      | 2          | 20         | 7          |
| Fuente: Catholic-Hierarchy, que a su vez toma los datos del Anuario Pontificio. |                      |           |                |            |               |               |                          |                      |            |            |            |

## Episcopologio
- Wenceslas Compaoré † (2 de enero de 1997-28 de diciembre de 2010 retirado)
- Gabriel Sayaogo (28 de diciembre de 2010-7 de diciembre de 2019 nombrado arzobispo de Koupéla)[nota 1]
  - Sede vacante (2019-2022)
- Léopold Médard Ouédraogo, desde el 16 de junio de 2022